# Гиперкомплексное число
Гиперко́мпле́ксные числа — различные расширения вещественных чисел, такие как комплексные числа, кватернионы, октонионы, седенионы и пр.

## Определение
Гиперкомплексные числа — конечномерные алгебры над полем вещественных чисел с единицей: то есть числа, над которыми заданы операции сложения и умножения (при этом существует нейтральный элемент по умножению), а также умножение на действительное число.
Такие числа не обязательно коммутативные или ассоциативные.

## Свойства
- Кроме комплексных чисел и самих вещественных чисел, никакие из этих расширений не образуют поля.
- По теореме Фробениуса единственные гиперкомплексные числа, для которых можно ввести деление, без делителей нуля, это: комплексные числа, кватернионы и числа Кэли (октавы).
- Семейство «алгебр Клиффорда» задаёт многомерные пространства с «умножением», определяемым квадратичной псевдометрикой.

## Примеры
- Комплексные числа, паракомплексные (=двойные числа), дуальные числа
- Бикомплексные числа[англ.]
- Кватернионы, бикватернионы, паракватернионы, дуальные кватернионы
- Алгебра Кэли (октонионы)
- Седенионы
- Поличисла